# Neuendorfer See (Am Mellensee)
Der Neuendorfer See (auch Fernneuendorfer See) ist ein natürlicher See auf dem Gebiet des Ortsteils Sperenberg der Gemeinde Am Mellensee im Landkreis Teltow-Fläming in Brandenburg.

## Lage und Beschreibung
Der Neuendorfer See liegt ca. 40 km südlich von Berlin-Mitte im Baruther Urstromtal. Er wird im Süden gespeist vom kleineren Mönningsee. Der Abfluss erfolgt im Nordwesten des Sees über einen kleinen Graben, der erst in den Heegesee, dann in den Schumkesee fließt und sich dann bei Kummersdorf-Alexanderdorf zurück in den Schneidegraben. Hier verläuft der Abfluss weiter  östlich über den Mellensee in den Nottekanal bis zur Dahme.